# Joaquim Horta
Joaquim Horta (Lisboa, 4 de Abril de 1974) é um actor português.

## Biografia
Estudou Geografia e Planeamento Regional na Faculdade de Letras da Universidade de Lisboa (FLUL), onde integrou o Grupo de Teatro de Letras, sob a direção de Ávila Costa, integrando o elenco de peças como Os Carnívoros de Miguel Barbosa (1996) ou Cerimonial para Um Massacre de Jorge Lima Alves (1997). A experiência levá-lo-ia a ingressar na Escola Superior de Teatro e Cinema. Em 1999 frequenta também as formações do projeto da UNESCO Chair International Theatre Institute - International Workshops of Drama Schools, na Roménia. 
Trabalhou nas companhias Pogo Teatro, Companhia Absurda ou Depois da Uma...Teatro. Dirigido por Jorge Silva Melo interpretou integrou o elenco das peças A Queda do Egoísta Johan Fatzer (1998) e Na Selva das Cidades (1999), ambas do alemão Bertolt Brecht.
Criou e dirigiu o projecto Ruído (2000), participou e criou com João Meireles Mikado, um espectáculo baseado em textos de Álvaro Lapa, Alberto Cinza e William Burroughs (1999). Com Lúcia Sigalho na Companhia Sensurround, interpretou Dedicatórias (2000). Em 2001 esteve em cena no Teatro da Garagem Migalhas de um Deus Intratável, autoria e encenação de Carlos J. Pessoa. Em 2006, apresentou-se na Galeria Zé dos Bois com Da Felicidade.
Actor regular em televisão, destacou-se na novela Amanhecer (2003) começando a ganhar destaque na ficção portuguesa (2004 - Queridas Feras, 2005 - Ninguém como Tu, 2006 - Fala-me de Amor). Integrou ainda o elenco dos telefilmes Só por Acaso de Rita Nunes (2003) e Cavaleiros de Água Doce de Tiago Guedes (2001).
Em 2003 é co-fundador da Associação Cultural Truta
Em 2008-2009, participou na novela da TVI Deixa Que Te Leve.
Em 2010, participou na série de cerca de 15 episódios Maternidade, da RTP1.
No cinema apareceu em António, Um Rapaz de Lisboa de Silva Melo em 1999, na curta-metragem de Gonçalo Galvão Teles Outro Lado do Arco-Íris (2004) e em Mouth to Mouth, co-produção internacional de Alison Murray (2004).

## Teatro
- Comédia dos Burros - encenação
- Cásina – encenação e participação como actor
- Memórias de uma Falsificadora - encenação
- Shopping and Fucking encenação Gonçalo Carvalho

- Amorzinho - encenação, Truta

- Gala - Jérôme Bel

- Mais Um Dia - encenação e participação, Truta

- Uma Mulher Sem Importância - encenação, Truta

- 39 Degraus – enc. Cláudio Wochman

- Histórias do bosque de Viena - Truta

- Ivanov - Truta

- West Coast of Europe - Truta

- A festa – Mundo Perfeito

- Aruturo Ui - encenação e participação, Truta

- Júlio César – teatro da cornucopia

- Boa Noite Veja TV Connosco - encenação e participação, Truta/Mundo Perfeito

- Felicidade - truta

- Urgências 06/07 – Mundo Perfeito

- Sonho de uma noite de verão - encenação João Mota, Companhia Nacional de Bailado

- Categoria 3.1 morire di classe – encenação Álvaro Correia, Teatro da Comuna

- Mestre ubu - encenação João Mota teatro da comuna

- Duelo Tof Théâtre em co-produção com o Centro Cultural de Belém e o Trés Tôt Théâtre

- Shall we dance - Teatro Praga

- Pino do verão - teatro O Bando

- Da mão para a boca - co-produção Truta/teatro Praga

- Longe - depois da uma...teatro/Artistas Unidos

- Ninguem te ouve gritar - para o projecto: uma mesa e duas cadeiras (criação em parceria com Pedro Lacerda)

- A força do hábito - encenação e participação, Truta

- Tudo o que é sólido dissolve-se no ar - direcção e participação

- Migalhas de um deus intratável - Teatro da Garagem

- A gente vê-se lá fora - criação colectiva

- Azul 25 - encenação João Mota (exercício final do bacharelato em formação de actores e. s. t. c.)

- Dedicatórias - direcção de lúcia sigalho (Sesuround)

- Os inconvenientes - com André Murraças

- Ruído Artistas Unidos (direcção e participação)

- Aquatidiano - depois da uma... teatro

- Na selva das cidades - Artistas Unidos

- Sem deus nem chefe, mikado - Artistas Unidos (projecto em parceria com João Meireles)

- A queda do egoísta - Artistas Unidos

- Tudo no jardim - encenação Miguel Romeira.

- Sent - Pogo Teatro,

- Jasão e medeia - companhia Absurda

- Os carnívoros - grupo de teatro universitário dirigido por Ávila Costa.

- Cerimonial para um massacre - grupo de teatro universitário dirigido por Ávila Costa

## Televisão
| Ano         | Projeto                            | Papel                             | Notas                    | Canal |
| ----------- | ---------------------------------- | --------------------------------- | ------------------------ | ----- |
| 1998        | Riscos                             |                                   | Elenco Adicional         | RTP1  |
| 2001        | Cavaleiros de Água Doce            | Paulo (adulto)                    | Elenco Principal         | SIC   |
| 2001        | Zapping                            | Ladrão                            | Elenco Adicional         | RTP1  |
| 2001        | O Espírito da Lei                  | Armando Alves                     | Participação Especial    | RTP1  |
| 2002        | Sociedade Anónima                  | Arnaldo                           | Participação Especial    | RTP1  |
| 2002        | Só Por Acaso                       | Cara                              | Elenco Principal         | RTP1  |
| 2002 - 2003 | Amanhecer                          | Hipólito Cardoso                  | Antagonista              | TVI   |
| 2003        | Saber Amar                         | Monge                             | Elenco Adicional         | TVI   |
| 2003 - 2004 | Queridas Feras                     | Francisco José "Xico Zé" Baptista | Elenco Principal         | TVI   |
| 2004 - 2005 | Inspetor Max                       | Johny                             | Ator Convidado           | TVI   |
| 2004 - 2005 | Inspetor Max                       | Ricky                             | Ator Convidado           | TVI   |
| 2005        | Ninguém como Tu                    | Alexandre Costa                   | Elenco Principal         | TVI   |
| 2006        | Fala-me de Amor                    | Luís Simões                       | Protagonista             | TVI   |
| 2007        | Tempo de Viver                     | Alexandre Costa                   | Participação Especial    | TVI   |
| 2007        | Memória de Água                    | Francisco                         | Protagonista             | TVI   |
| 2007 - 2008 | Deixa-me Amar                      | Francisco "Xico" Novais           | Protagonista             | TVI   |
| 2009 - 2010 | Deixa Que Te Leve                  | Vicenzo Rami                      | Co- Protagonista         | TVI   |
| 2010 - 2011 | Sedução                            | Rui Paredes                       | Elenco Principal         | TVI   |
| 2010        | Cidade Despida                     | Diogo Saraiva                     | Elenco Adicional         | RTP1  |
| 2011        | Maternidade                        | Rogério                           | Participação Especial    | RTP1  |
| 2011        | Tempo Final                        | Carlos                            | Episódio "Mano a Mano"   | RTP1  |
| 2011 - 2012 | Liberdade 21                       | Guilherme                         | Elenco Principal         | RTP1  |
| 2011 - 2012 | Rosa Fogo                          | Alberto Santos                    | Elenco Principal         | SIC   |
| 2012 - 2013 | Dancin' Days                       | Ele Próprio                       | Direção de Atores        | SIC   |
| 2013        | Vale Tudo (1.ª temporada)          | Ele Próprio                       | Elenco Fixo              | SIC   |
| 2013        | Sinais de Vida                     | Vicente Sampaio                   | Protagonista             | RTP1  |
| 2013 - 2014 | Os Filhos do Rock                  | Homem PIDE                        | Elenco Adicional         | RTP1  |
| 2014 - 2015 | Mar Salgado                        | Martim Vaz                        | Co- Antagonista          | SIC   |
| 2015 - 2016 | Coração d'Ouro                     | Diogo Bettencourt                 | Elenco Principal         | SIC   |
| 2016 - 2017 | Rainha das Flores                  | Samuel Garcia                     | Elenco Principal         | SIC   |
| 2017 - 2018 | A Herdeira                         | Ramón García Fuentes              | Elenco Principal         | TVI   |
| 2018 - 2019 | Valor da Vida                      | Vitorino Remédios                 | Elenco Principal         | TVI   |
| 2019        | Amar Depois de Amar                | Ele Próprio                       | Direção de Atores        | TVI   |
| 2019 - 2020 | Na Corda Bamba                     | Sérgio Vasconcelos                | Elenco Principal         | TVI   |
| 2020 - 2021 | Bem Me Quer                        | Rodolfo Quintela                  | Elenco Principal         | TVI   |
| 2021        | A Consoada - Uma História de Natal | António                           | Elenco Principal         | TVI   |
| 2022        | Festa É Festa                      | Ele próprio, no papel de Tomé     | Participação Especial    | TVI   |
| 2022        | Rua das Flores                     | Engenheiro Pedrosa                | Elenco Principal         | TVI   |
| 2022        | Pôr do Sol                         | Doutor Fanã                       | Participação Especial    | RTP1  |
| 2023        | O Crime do Padre Amaro             | Doutor Godinho                    | Elenco Adicional         | RTP1  |
| 2023 - 2024 | Flor sem Tempo                     | Bernardo Tourais                  | Participação Especial    | SIC   |
| 2023        | Lúcia, a Guardiã do Segredo        | Eduardo Albuquerque               | Elenco Principal (OPTO)  | SIC   |
| 2024 - 2025 | Senhora do Mar                     | Ele Próprio                       | Direção de Atores        | SIC   |
| 2025        | A Protegida                        | Óscar Vieira                      | Elenco Principal         | TVI   |
| 2025 - 2026 | Lua Vermelha: Nova Geração         | Ele Próprio                       | Direção de Atores (OPTO) | SIC   |